# Australiens Grand Prix 2003
Australiens Grand Prix 2003 var det första av 16 lopp ingående i formel 1-VM 2003.

## Resultat
1. David Coulthard, McLaren-Mercedes, 10 poäng
2. Juan Pablo Montoya, Williams-BMW, 8
3. Kimi Räikkönen, McLaren-Mercedes, 6
4. Michael Schumacher, Ferrari, 5
5. Jarno Trulli, Renault, 4
6. Heinz-Harald Frentzen, Sauber-Petronas, 3
7. Fernando Alonso, Renault, 2
8. Ralf Schumacher, Williams-BMW, 1
9. Jacques Villeneuve, BAR-Honda
10. Jenson Button, BAR-Honda
11. Jos Verstappen, Minardi-Cosworth

### Förare som bröt loppet
- Giancarlo Fisichella, Jordan-Ford (varv 52, växellåda)
- Antonio Pizzonia, Jaguar-Cosworth 52, upphängning)
- Olivier Panis, Toyota (31, bränsletryck)
- Nick Heidfeld, Sauber-Petronas (20, upphängning)
- Justin Wilson, Minardi-Cosworth (16, kylare)
- Mark Webber, Jaguar-Cosworth (15, upphängning)
- Cristiano da Matta, Toyota (7, snurrade av)
- Ralph Firman, Jordan-Ford (6, olycka)
- Rubens Barrichello, Ferrari (5, olycka)